# Synoicus
Synoicus is een geslacht van vogels uit de familie fazantachtigen (Phasianidae).

## Soort
Er zijn vier soorten:
- Synoicus adansonii  – Blauwe kwartel
- Synoicus chinensis  – Chinese dwergkwartel
- Synoicus monorthonyx  – Nieuw-Guinese bergpatrijs
- Synoicus ypsilophorus  – Bruine kwartel